# Đầm Nước Mặn
Đầm Nước Mặn là một đầm thuộc địa bàn phường Phổ Thạnh ở phía nam thị xã Đức Phổ, tỉnh Quảng Ngãi, Việt Nam. Đầm thông với Biển Đông qua cửa biển Sa Huỳnh.
Đầm Nước Mặn có diện tích trên 210 ha, là nơi neo đậu tàu thuyền và lưu dẫn nước mặn cho đồng muối Sa Huỳnh bên cạnh. Đây cũng là nơi nơi trú ngụ của nhiều loài thủy sản, đồng thời cũng là khu vực mưu sinh của nhiều hộ dân.